# Centro de Arte Tomás y Valiente
El Centro de Arte Tomás y Valiente (CEART) es un centro cultural ubicado en Fuenlabrada, Madrid. Su apertura tuvo lugar el 2 de abril de 2005 y depende del Ayuntamiento de Fuenlabrada. El edificio se ubica en una plaza empedrada y está rodeado de múltiples locales de ocio. Está especializado en arte contemporáneo y artes visuales. Con su nombre, este centro cultural homenajea a Francisco Tomás y Valiente.

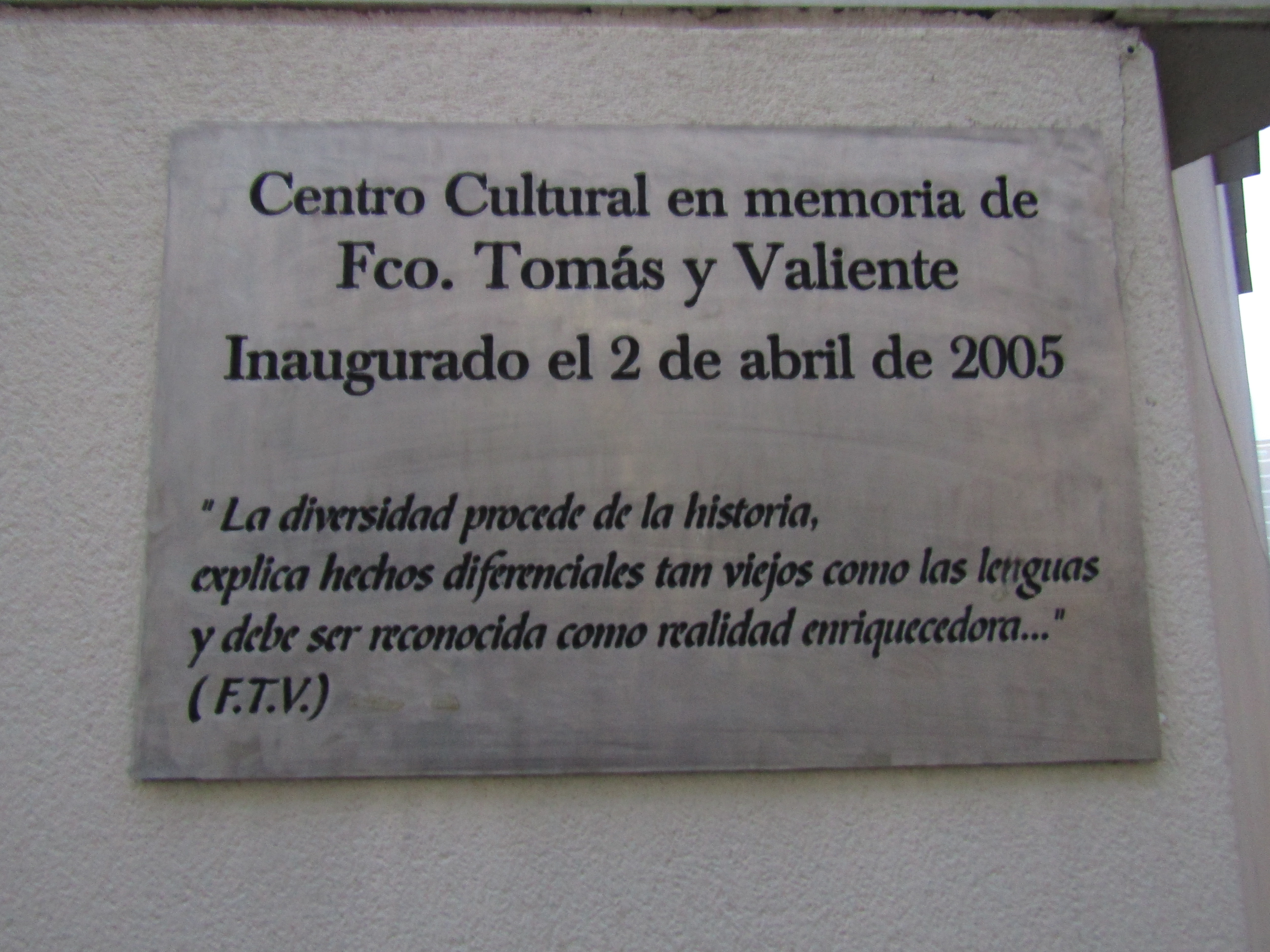
Placa conmemorativa Francisco Tomás y Valiente a la entrada del Centro de Arte

## Misión
Su objetivo es ser un punto de referencia cultural para la Comunidad de Madrid. Las instalaciones abiertas y accesibles del centro pretenden incentivar el diálogo entre sus visitantes. Por otro lado, la heterogeneidad de arte muestra un compromiso con autores consagrados y emergentes prestando especial atención a colectivos locales. Tiene un compromiso con el ámbito educativo ofreciendo visitas guiadas y escolares a escuelas infantiles, colegios, institutos y facultades.

## Área de exposiciones
La entrada da paso a la división de tres salas por niveles; A, B y C. Se trata de espacios abiertos y modernos donde convergen exposiciones eclécticas dispuestas al público. Cuenta con más de cuatrocientas exposiciones y han formado parte de sus proyectos artistas como Ouka Leele, Darío Villalba, Cristóbal Toral, Carmen Calvo o Pierre Gonnord.
Su catálogo se forma a partir de las colaboraciones realizadas con museos y centros artísticos como la Fundación Joan Brossa, La Caixa, MACUF, Aena, ARTIUM, CAAM o el Museo Nacional Centro de Arte Reina Sofía, entre otros. Así como de colectivos de artistas como el Colectivo de pintores MAGENTA, La Fuente o la asociación artística DAMARTE.

## Actividades del centro

### Teatro-Auditorio
El teatro-auditorio tiene una gran oferta para el público adulto e infantil. Realiza adaptaciones de obras clásicas y musicales. Además, acoge eventos y celebraciones de índole local. Forma parte de la red de la Red de Teatros de la Comunidad de Madrid y la Red Española de teatros, auditorios y circuitos de titularidad pública.

### Biblioteca
La Biblioteca Municipal “Tomás y Valiente” forma parte de la Red de Bibliotecas Municipales de Madrid. Su superficie es de 1.497 metros cuadrados. Consta de una sala juvenil/infantil y otra de adultos. Además, tiene a disposición de sus visitantes hemeroteca, depósito, sala polivalente y de estudio. El fondo bibliográfico cuenta con más de 52.900 ejemplares. En este espacio también tienen lugar algunas exposiciones, cafés literarios, cursos y talleres.

### Escuela de música
La Escuela municipal de música Dionisio Aguado ofrece enseñanzas musicales para todas las edades y niveles académicos. Cuenta con más de 900 estudiantes y 22 especialidades instrumentales. Sus instalaciones se encuentran en el Centro Cultural Tomás y Valiente. Fue creada hace 32 años por el ayuntamiento local para representar Fuenlabrada e incentivar la creación de colectivos musicales para artistas emergentes.

### Delegación de cultura
Gestiona la programación cultural. Pone a disposición de asociaciones y entidades artísticas los espacios del centro.

### Otras actividades
Se realizan temporalmente ciclos de cine, charlas y recitales de poesía entre otros.